# Itatiella
Itatiella és un gènere de molses de la família de les politricàcies caracteritzat per espècies amb gametòfits de mida reduïda. Fins 2013, només considerava una espècie amb una fisiologia clarament distingida d'altres grups, Itatiella ulei. Posteriorment, es van incorporar cinc espècies prèviament descrites dins el gènere Oligotrichum en base a estudis de fillogènia molecular i/o trets morfològics. Actualment, les guies i claus botàniques encara no han assimilat aquests canvis.

## Distribució
Aquest gènere mostra una distribució acotada a l'hemisferi sud. Itatiella denudatum, I. riedelianum i I. ulei viuen al Brasil, mentre que I. canaliculatum també és present a Xile i Argentina. I. afrolaevigatum es troba exclusivament a sudàfrica i I. tristaniense al grup d'illes Tristan da Cunha, d'on probablement prové el seu epítet botànic.

## Classificació
El gènere Itatiella inclou sis espècies d'acord amb les publicacions més recents. L'actualització més recent, de 2013, reassigna cinc espècies del gènere Oligotrichum a Itatiella en base a resultats que mostraven el primer com polifillètic fins aquest canvi. Itatiella és el tàxon germà de Notoligotrichum, ambdues força distants a Oligotrichum, que mostra una distribució eminentment boreal quan es té present la reassignació proposada el 2013.
- Itatiella afrolaevigata (Dixon) N.E.Bell & Hyvönen
- Itatiella canaliculatum (Hook. & Arn.) N.E.Bell & Hyvönen
- Itatiella denudatum (G.L.Merr.) N.E.Bell & Hyvönen
- Itatiella riedelianum (Mont.) N.E.Bell & Hyvönen
- Itatiella tristaniense (Dixon) N.E.Bell & Hyvönen
- Itatiella ulei (Broth. ex Müll.Hal.) G.L.Sm.